# 关于从国外调取民事或商事证据的公约
关于从国外调取民事或商事证据的公约（英語：Convention on the Taking of Evidence Abroad in Civil or Commercial Matters），简称海牙取证公约（英語：Hague Evidence Convention），是1970年通过的司法协助领域国际公约。公约在荷兰海牙通过，于1972年10月7日生效，保存人是荷兰政府。

## 背景
缔约国希望便利请求书的转递和执行，并促使相关协调；希望增进相关间在民事商事方面的司法合作，制定本公约条款。

## 内容
公约规定在民事商事案件中，缔约国司法机关可以通过请求书的方式请求另一缔约国主管机关调取证据或履行其他司法行为，公约第一章对请求书做了具体规定。
公约第二章还对外交官员、领事代表和特派员取证做了具体规定。